# Rodrigo Navarrete Sánchez
Rodrigo Navarrete Sánchez (Caracas, Venezuela 19 de março de 1965 – San Antonio de los Altos, Venezuela 5 de junho de 2023) foi um antropólogo, arqueólogo e ativista venezuelano da comunidade LGBT. Professor da escola de Antropologia da Universidade Central da Venezuela entre 1999 e 2019.

## Formação Acadêmica
Formou-se na Escola de Antropologia da Universidade Central da Venezuela em 1989. Sua dissertação de graduação, intitulada "Nosotros y los otros. Aproximación teórico-metodológica al estudio de la expresión de la etnicidad en la cerámica de las sociedades barrancoide y roquinoide en el Bajo y Medio Orinoco (600 A.C. – 300 D.C.)", explorou as conexões entre cerâmica e etnicidade. Essa pesquisa recebeu a menção honrosa na categoria de graduação no Prêmio Bienal de Pesquisa Antropológica do Instituto de Cooperação Ibero-Americana da Venezuela (ICIV) em 1990, e publicada em 2007 pela Monte Ávila Editores.
Sua formação acadêmica foi influenciada pelas correntes marxistas de antropólogos como Mario Sanoja e Iraida Vargas Arena, principais expoentes da Arqueologia Social Latino-Americana. Essa influência se reflete em sua dissertação de mestrado, realizada só orientação de Randall H. McGuire na Universidade de Binghamton, Nova York, em 1999, intitulada "Latin American Social Archeology: One Goal, Multiple Views". Neste trabalho, Navarrete analisa o desenvolvimento, impacto político e as diversas perspectivas da Arqueologia Social Latino-Americana. Em 2007, a Faculdade de Ciências Econômicas e Sociais da UCV publicou a tradução para o espanhol sob o título "La Arqueología Social Latinoamericana: una meta, múltiples perspectivas”.
Em 1997, apresentou sua tese de promoção para professor assistente, intitulada “El Pasado con intención”. Nesse estudo, Navarrete reconstruiu o pensamento arqueológico venezuelano antes de sua institucionalização no século XX, abordando os interesses políticos dos estudos sobre o passado nas épocas colonial e do século XIX. Essa pesquisa foi publicada em 2004 pela Faculdade de Ciências Econômicas e Sociais da UCV.

## Obra publicada
2007 – Nosotros y los otros: aproximación teórico-metodológica al estudio de la expresión de la etnicidad en la cerámica de las sociedades barrancoide y ronquinoide en el bajo y medio Orinoco (600 a.C.-300 d.C.). Caracas: Monte Avila Editores
2007 – La Arqueología Social Latinoamericana: una meta, múltiples perspectivas. Caracas: Facultad de Ciencias Económicas y Sociales, Universidad Central de Venezuela.
2004 – El Pasado con intención: Hacia una Reconstrucción Crítica del Pensamiento Arqueológico en Venezuela (Desde la Colonia al Siglo XIX). Caracas: Fondo editorial Tropycos.
1997 – El Camino de los Españoles. Aproximaciones Históricas y arqueológicas al Camino Real Caracas-La Guaira en la época colonial. Rodrigo Navarrete Sánchez, Emanuele Amodio e Ana Cristina Rodríguez Yilo. Caracas: Instituto del Patrimonio Cultural.
1996 – La Mirada Penetrante: Reflexiones y Prácticas del Discurso Antropológico (editor).